# スノコ (企業)

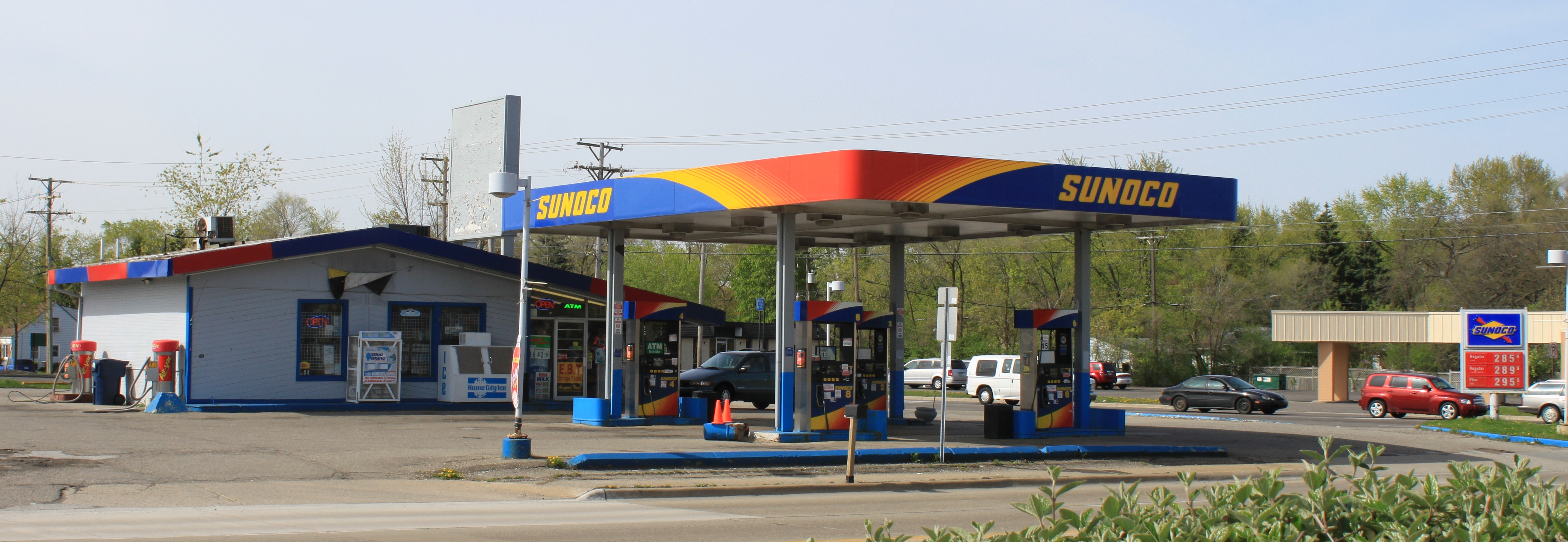
アメリカにおけるガソリンスタンド
（ミシガン州イプシランティ）

スノコ（SUNOCO、旧サンカンパニー（Sun Company Inc.、1886 - 1920および1976 - 1998）またはサン石油会社（Sun Oil Co.、1920 - 1976））は、アメリカ合衆国の石油会社。

## 概説

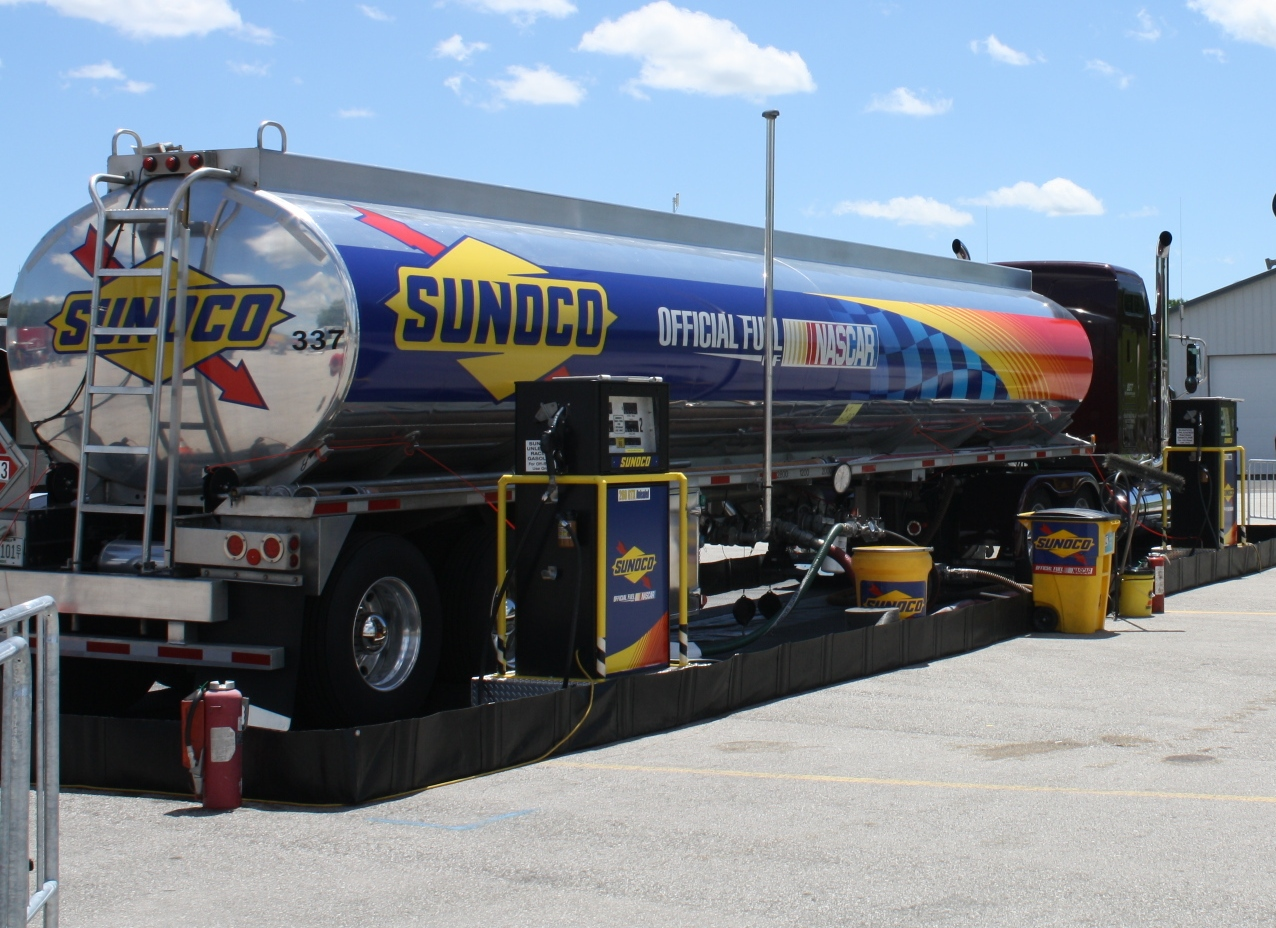
スノコ製燃料はNASCAR公式燃料となっている。

アメリカ合衆国ペンシルベニア州フィラデルフィアに本部（実質の本社機能）を置き、州内のピッツバーグ市で1886年創業（サンカンパニー）。その後、創業者のJ・N・ピューがオハイオ州で油田を発見しサン石油会社と改称し石油会社として歩み出す。
株式市場にはニューヨーク証券取引所（NYSE）に子会社のスノコLP（上場投資事業組合）、スノコ・ロジスティクス・パートナーズ（SXL）の両社を上場させている。
また、その他の主要グループ企業にハワイのアロハ石油、日本法人として日本サン石油を持つ。

## 沿革
日本サン石油の歴史（沿革ページ） をもとに述べる。
- 1886年 - 創業者J・N・ピューがサンカンパニー（Sun Company Inc.）を設立の後、オハイオ州の油田を発見。
- 1895年 - 同州トレドに最初の精製基地を建設、石油製品製造を開始。
- 1901年 - テキサス州スピンドルで同社最大の油田を発見。ペンシルベニア州マーカスフックに石油精製基地を建設。
- 1920年 - サン石油会社（Sun Oil Co.）に改称。「スノコ（SUNOCO）」ブランドとして石油元売市場に参入、同社初のガソリンスタンド開業。
- 1931年 - アメリカ東海岸〜中西部間を繋ぐ石油パイプライン完成。
- 1966年 - 日本法人・日本サン石油を日本漁網船具（現在のニチモウ）との日米合弁で設立。
- 1967年 - カナダ・アルバータ州にて世界初のオイルサンド開発に成功。
- 1976年 - 社名をサンカンパニーに戻す。資源エネルギー開発を目的に、ワイオミング州コルデーロに石炭鉱山開発に着手。
- 1983年 - イギリス・北海油田の開発に成功。中国南シナ海の海底油田開発に着手。
- 1998年 - 社名のサンカンパニーをコーポレートブランドに合わせ、「スノコ・インク（SUNOCO Inc.）」へ社名変更。
- 2004年 - NASCAR向けに公式燃料の供給を始める。